# セトルメント
セツルメントまたはセトルメント（英: settlement）とは、正確には「ソーシャル・セツルメント」であり、隣保館などと訳され、社会教化事業を行う地域の拠点のことである。元の意味は、「移住」で19世紀末に、イギリスの理想主義的な大学教授や学生が貧民街（スラム）に移り住んで貧民と生活をともにし、その教化にあたったところから使われるようになった言葉である。そのうち特に有名だったのが、エドワード・テニソン、サミュエル・バーネット、アーノルド・トインビーなどである。

## 歴史的経緯
1884年のバーネット牧師夫妻が、夭折したトインビーを記念してロンドン東部の貧民街に設立したイギリスのトインビー・ホールが世界最初といわれる。しかしその源流は、諸種があるといわれる。アメリカ合衆国ではジェーン・アダムズらが1889年に開設したハルハウスが有名である。
日本では、大阪北市民館など公設のセツルメントもあるが、賀川豊彦ら民間人が影響を与えた。日本の大学におけるセツルメント運動については学生セツルメントを参照。